# Kayserispor
A Kayserispor Kulübü egy török labdarúgóklub, melyet 1966-ban alapítottak. 1966 és 2004 között a Kayseri Erciyespor nevet viselte, ami ma Kayseri városának másodosztályú labdarúgó csapatának a neve. 2004-ig jórészt a másod- és harmadosztályban játszottak, 2004-ben jutottak be az első osztályba. 2006-ban megnyerték az Intertotó kupát, 2007–2008-ban pedig a török kupát.

## Jelenlegi játékosok
2025. augusztus 15-i állapotnak megfelelően.
| #  |     | Poszt | Név                                                |
| -- | --- | ----- | -------------------------------------------------- |
| 1  | TUR | K     | Onurcan Piri                                       |
| 3  | TUR | V     | Abdulsamet Burak                                   |
| 4  | SUR | V     | Stefano Denswil                                    |
| 5  | IRN | V     | Majid Hosseini                                     |
| 6  | IRN | KP    | Ali Karimi                                         |
| 7  | POR | CS    | Miguel Cardoso                                     |
| 10 | POR | KP    | João Mendes                                        |
| 11 | TUR | V     | Gökhan Sazdağı                                     |
| 16 | TUR | KP    | Mehmet Eray Özbek                                  |
| 17 | TUR | KP    | Burak Kapacak (kölcsönben a Fenerbahçe csapatától) |
| 20 | GNB | CS    | Carlos Mané                                        |
| 21 | TUR | KP    | Yiğit Emre Çeltik                                  |
| 22 | ALB | CS    | Indrit Tuci (kölcsönben a Sparta Praha csapatától) |
| 23 | FRA | V     | Lionel Carole                                      |

| #  |     | Poszt | Név                                                       |
| -- | --- | ----- | --------------------------------------------------------- |
| 24 | TUR | KP    | Dorukhan Toköz                                            |
| 25 | NED | K     | Bilal Bayazıt                                             |
| 26 | TUR | KP    | Baran Ali Gezek                                           |
| 28 | TUR | KP    | Ramazan Civelek                                           |
| 29 | TUR | V     | Kayra Cihan U19                                           |
| 30 | GER | CS    | Aaron Opoku                                               |
| 35 | TUR | V     | Batuhan Özgan U19                                         |
| 37 | GER | KP    | Gideon Jung                                               |
| 39 | TUR | K     | Mehmet Şamil Öztürk                                       |
| 50 | TUR | CS    | Berkan Aslan                                              |
| 54 | TUR | V     | Arif Kocaman                                              |
| 77 | TUR | CS    | Nurettin Korkmaz                                          |
| 79 | GHA | KP    | Yaw Ackah                                                 |
| 99 | TUR | CS    | Talha Sarıarslan                                          |
|    | TUR | KP    | Berat Eskin                                               |
|    | SVK | KP    | László Bénes (kölcsönben a 1. FC Union Berlin csapatától) |

## Sikerlista
- Török másodosztály:
  - Bajnok (2): 1973, 2014–2015

- Török kupa:
  - Győztes (1): 2007–08

- Intertotó-kupa:
  - Győztes (1): 2006 (közös győztes)